# Sittasomus griseicapillus
El trepatroncos oliváceo (Sittasomus griseicapillus) es una especie de ave paseriforme de la familia Furnariidae, de la subfamilia Dendrocolaptinae. Es la única especie del género Sittasomus, pero algunos autores sostienen que la presente se divide en más de una especie. Es nativa de la América tropical (Neotrópico), donde se distribuye desde México, por América Central y del Sur, hasta el norte de Argentina y norte de Uruguay.

## Nombres comunes
Aparte de trepatroncos oliváceo (en Colombia, Ecuador, México, Panamá y Nicaragua), también se le denomina trepador verdón (en Venezuela), trepadorcito aceitunado (en Costa Rica), tarefero (en Argentina, Bolivia, Paraguay y Uruguay), trepadorcito oliváceo (en Honduras y Nicaragua), trepatroncos cabeza gris (en México) o trepador oliváceo (en Perú). En caso de división de la especie se le denomina trepatroncos oliváceo oriental.

## Distribución y hábitat
Las numerosas subespecies se distribuyen desde el este y oeste de México, por Guatemala, Belice, El Salvador, Honduras, Nicaragua, Costa Rica, Panamá, Colombia, Venezuela, Trinidad y Tobago, Guyana, Surinam, Guayana francesa, Brasil, Ecuador, Perú, Bolivia, Paraguay, hasta el norte de Argentina y norte de Uruguay.
Esta especie es ampliamente diseminada y generalmente común en una variedad de hábitats selváticos y boscosos, tanto húmedos como caducifolios y montanos. Principalmente en altitudes por debajo de los 1500 metros, pero hasta los 2000 metros en menor cantidad.

## Descripción
Mide entre 13 y 19,5 cm de longitud y pesa entre 8 y 20 g.  La cabeza, la corona, la garganta y la parte superior del dorso son de color verde oliváceo; el centro de la parte inferior del dorso y la cola son de color castaño rojizo; el pecho y el vientre son grises. Volando, muestra una faja amarillenta en las plumas de vuelo la cual cruza en medio de las plumas largas de las alas. El pico es delgado, pequeño y recto.
En la familia de los trepadores el plumaje de dos tonalidades es un rasgo distintivo pero esta especie se caracteriza por carecer de estrías, barras, motas o escamas en la parte ventral como la mayoría de sus parientes. Su coloración es
uniforme como bien señala su calificativo de verdón, oliváceo o aceituno, desde la cabeza hasta el abdomen por ser gris verdoso; las alas y la cola castaño rojizo. Las alas abiertas son atravesadas por una banda clara en su parte media. En el extremo de cada pluma de la cola presenta una especie de espinas que le ayudan a trepar y apoyarse subiendo por los troncos, vuela para descender y repite el mismo movimiento.

## Comportamiento
Se lo ve solo o en parejas, subiendo troncos más despejados y ramas grandes en varios niveles del bosque, pero con frecuencia bastante alto. Algunas veces acompaña bandadas mixtas y otras tantas forrajea solitario.

### Alimentación
Atrapan insectos y otros artrópodos, así como a sus larvas y huevos, sobre las cortezas y dentro de agujeros pequeños en el tronco. Se asocian con otras especies de aves para seguir las legiones de hormigas guerreras y capturar las presas que huyen espantadas por las hormigas. Utiliza su pico recto, delgado y corto para buscar insectos,
larvas y huevos entre la corteza de las troncos.

### Reproducción
Construye su nido en un tronco alto, delgado y hueco de una palma, con posee una entrada amplia mirando hacia el cielo, y forrado con pedazos de hoja seca.

### Vocalización
La frase que emite se convierte en una muy rápida secuencia de notas agudas que incrementan su volumen y frecuencia, las cuales decaen finalmente con pausas entre canto y canto repetidas veces. Su llamada más común es un rápido y agudo trino «wu-wu-wu-we-we-we-we-ee-ee-ee-ee-we-we-we-we». Los cantos varían notablemente de región en región, pero siempre parecen ser dados con largos intervalos. Las aves occidentales dan un rápido y semimusical trinado «tr-r-r-r-r-r-r-r-r-r-r-r-eu» que dura alrededor de tres segundos. Desde la Amazonia hasta el suroeste de Brasil y noroeste de Argentina dan una serie muy diferente de 6 a 14 notas sucesivamente de timbre alto y gradualmente más sonoras «pu-pu-piu-piu-peh-peh-pií-peh» con una ligera caída hacia el final. En el sureste de Brasil dan una serie también diferente de 8 a 10 enunciado «uiip» que caen en timbre y terminan en un tartamudeo. En el noreste de Brasil el canto más frecuente es un simple y suave 'juit' o 'jui-du', ocasionalmente en serie.

## Sistemática

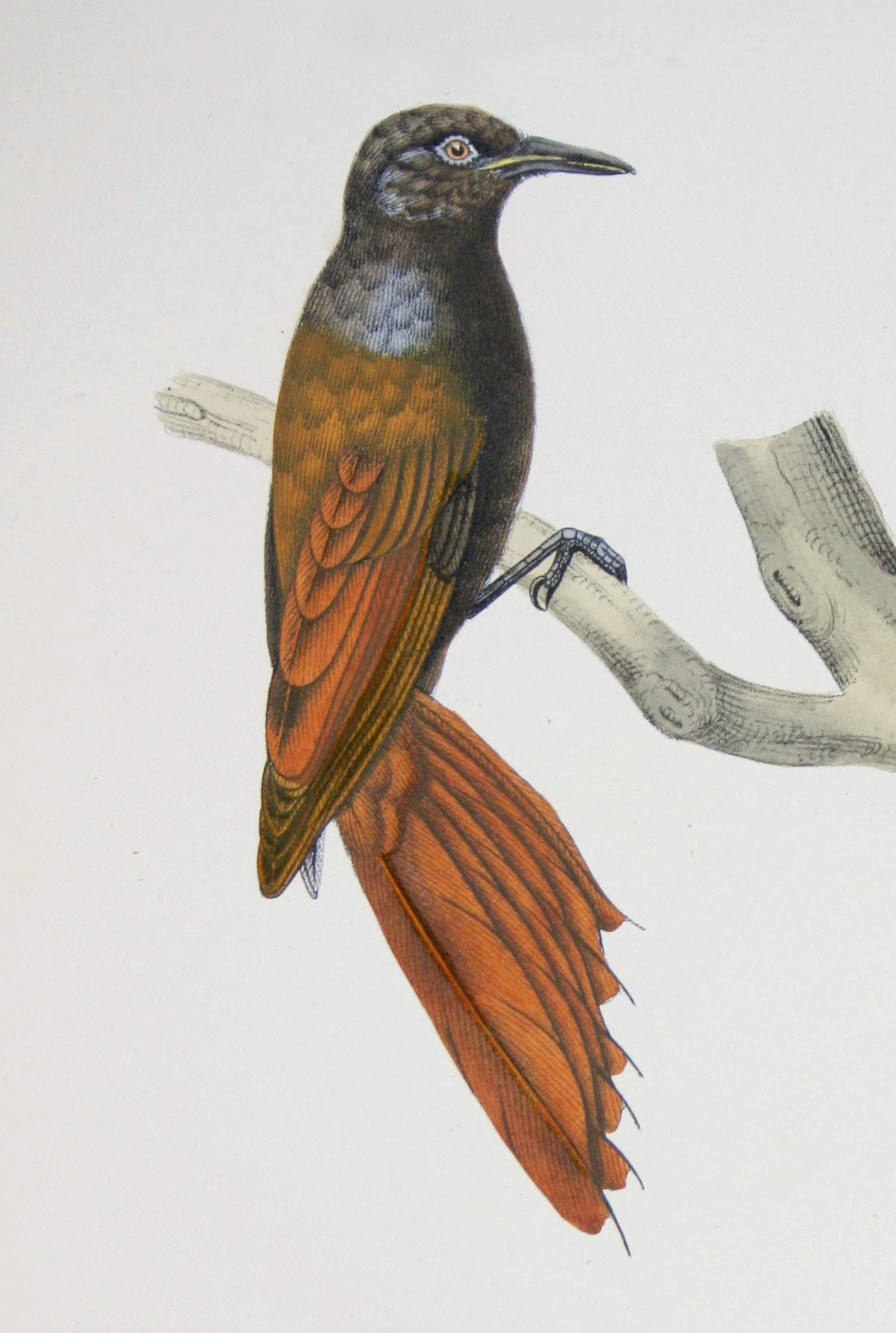
Sittasomus griseicapillus amazonus, ilustración de Castelnau en Expédition dans les parties centrales de l'Amérique du Sud, de Rio de Janeiro à Lima et de Lima au Para, 1856.

### Descripción original
La especie S. griseicapillus fue descrita por primera vez por el naturalista francés Louis Pierre Vieillot en 1818 bajo el nombre científico Dendrocopus griseicapillus; su localidad tipo es: «Concepción del Paraguay, Paraguay.».
El género Sittasomus fue propuesto por el naturalista británico William Swainson en 1827.

### Etimología
El nombre genérico masculino «Sittasomus» es una combinación del género Sitta, los trepadores o sitas del Viejo Mundo que proviene de la palabra griega «σιττη sittē», pájaro parecido a un carpintero mencionado por Aristóteles; y de la palabra griega «σωμα sōma, σωματος sōmatos»: cuerpo; destacando las similitudes del formato del cuerpo de la especie con aquel género; el nombre de la especie «griseicapillus», se compone de las palabras del latín «griseus»: gris y «capillus»: de gorra; significando «de corona gris».

### Taxonomía
La taxonomía de esta especie es compleja y precisa de estudios más profundos. Este complejo de subespecies comprende cinco grupos diferenciados por el plumaje, las dimensiones y las vocalizaciones: el «grupo griseus» (de México, Centroamérica y norte de Sudamérica); el grupo monotípico aequatorialis (del noroeste de Sudamérica, a occidente de los Andes); el «grupo griseicapillus» de la Amazonia y del chaco (que podría consistir de dos grupos, considerando las diferencias vocales: el «grupo amazonus» y el «grupo griseicapillus»); el grupo monotípico reiseri (del noreste de Brasil); y el «grupo sylviellus» del este y sureste de Sudamérica. Con una investigación rigurosa, cada uno de estos grupos podría representar una especie separada.
Las clasificaciones Aves del Mundo (HBW) y Birdlife International (BLI) ya consideran al «grupo griseus», incluyendo a la trasandina S. g. aequatorialis, como una especie separada: el trepatroncos oliváceo occidental Sittasomus griseus, con base en diferencias morfológicas de plumaje y de vocalización.
Algunas subespecies propuestas has sido consideradas inválidas. La forma viridior, del este de Bolivia, es mínimamente distinguible de S. g. viridis. La forma propuesta harrisoni (del sur de México) es indistinguible de S. g. jaliscensis. Las formas levis (del oeste de Panamá y norte de Colombia), veraguensis (del este de Panamá) y enochrus (de Colombia) son todas tratadas como sinónimos de S. g. sylvioides.

### Subespecies
Según las clasificaciones del Congreso Ornitológico Internacional (IOC) y Clements Checklist/eBird v.2019 se reconocen quince subespecies, con su correspondiente distribución geográfica:
- Grupo politípico griseus:

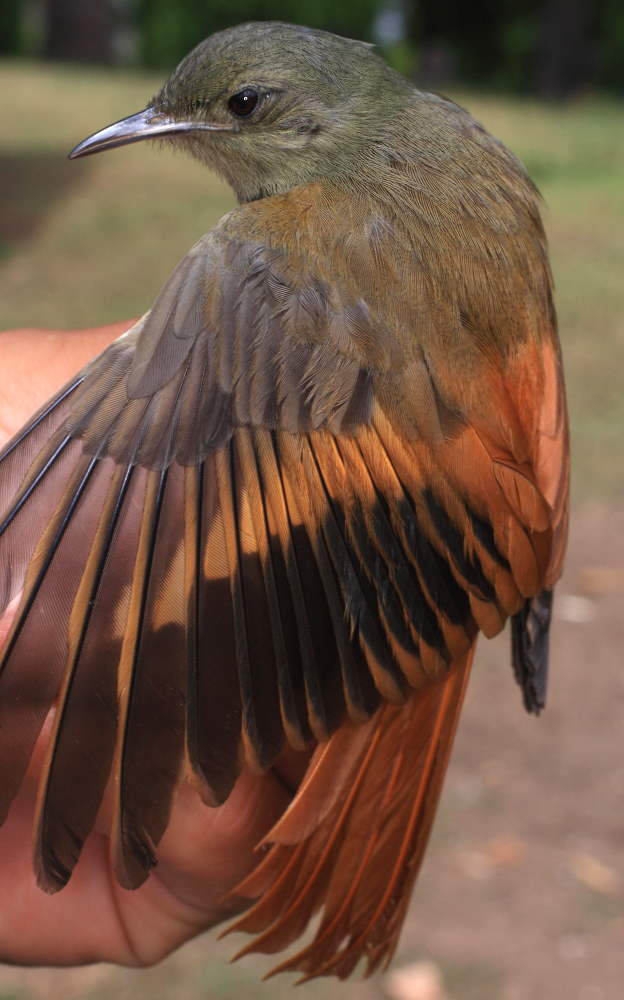
Sittasomus griseicapillus perijanus, Serranía del Perijá, Colombia.

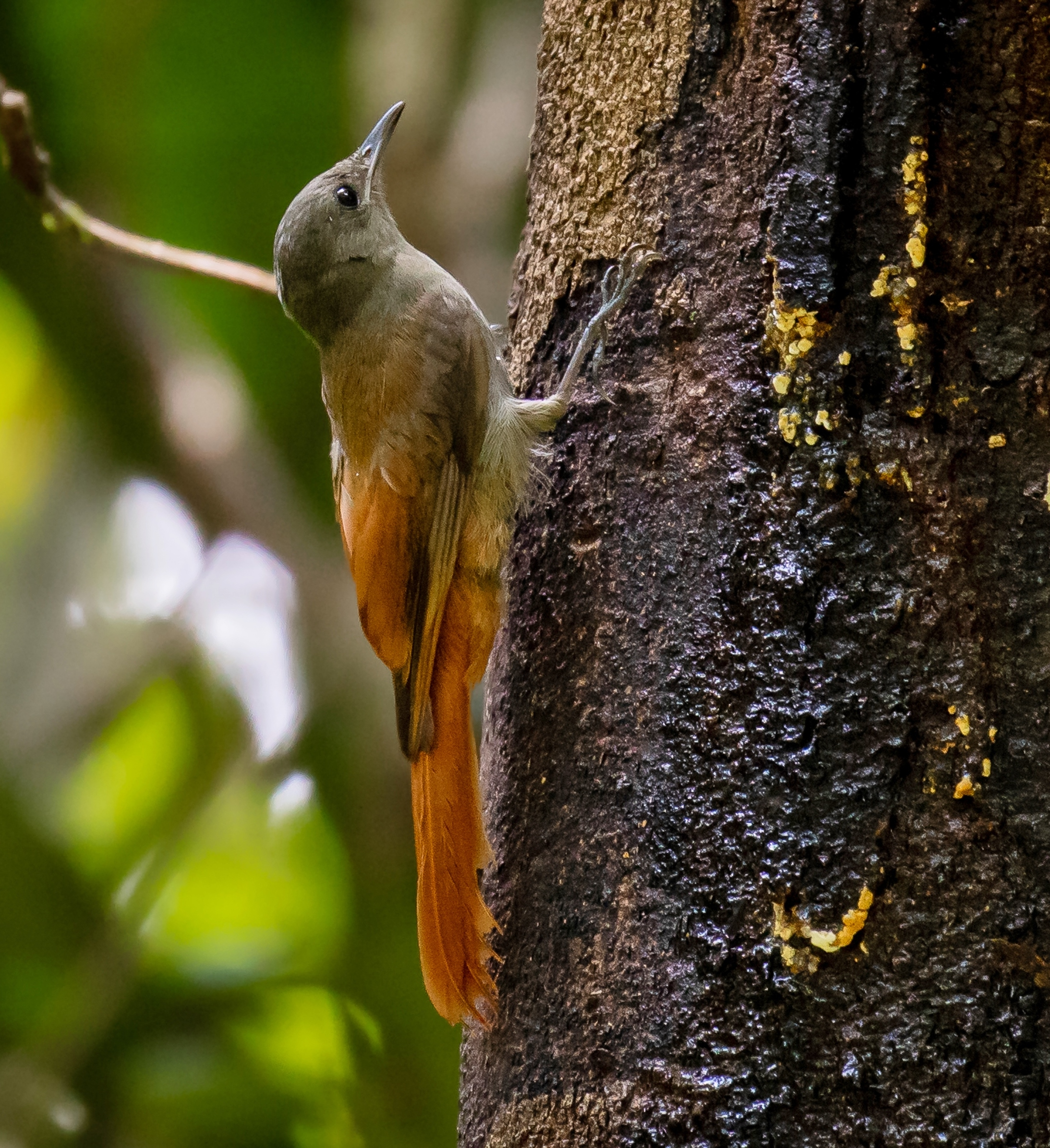
Sittasomus griseicapillus amazonus, Manacapuru, Amazonas, Brasil.

- - Sittasomus griseicapillus jaliscensis Nelson, 1900 – México (en el oeste desde el sur de Nayarit, y en el este desde el este de San Luis Potosí y suroeste de Tamaulipas, al sut hasta el istmo de Tehuantepec).
  - Sittasomus griseicapillus sylvioides Lafresnaye, 1850 – desde el sur de México (Veracruz, centro de Tabasco, Oaxaca y Chiapas) hacia el sur por ambas pendiente a través de Centroamérica hasta el noroeste de Colombia (norte de Córdoba, norte de Bolívar).
  - Sittasomus griseicapillus gracileus Bangs & J.L. Peters, 1928 – sureste de México (península de Yucatán almsur hasta el este de Tabasco, sur de Campeche y sur de Quintana Roo) y adyacente norte de Guatemala (Petén) y norte de Belice.
  - Sittasomus griseicapillus perijanus Phelps, Sr & Gilliard, 1940 – noreste de Colombia (noroeste de Magdalena, oeste de  Guajira) y extremo noroeste de Venezuela (Serranía del Perijá).
  - Sittasomus griseicapillus tachirensis Phelps, Sr & Phelps, Jr, 1956 – norte de Colombia (sur de Bolívar, Santander) y oeste de Venezuela (suroeste de Táchira).
  - Sittasomus griseicapillus griseus Jardine, 1847 – oriente de los Andes y cordillera de la Costa del norte de Venezuela (sur y oeste de Lara al sur hasta Mérida y suroeste de Barinas, y centro y sureste de Falcón al este hasta Sucre y norte de Monagas); también Tobago.

- Grupo monotípico aequatorialis:
  - Sittasomus griseicapillus aequatorialis Ridgway, 1891 – costa del Pacífico desde el oeste de Ecuador (al sur desde el oeste de Esmeraldas) hacia el sur hasta el extremo noroeste de Perú (Tumbes).

- Grupo politípico griseicapillus:

- - Sittasomus griseicapillus amazonus Lafresnaye, 1850 – oeste de la Amazonia, ambos lados del río  Amazonas, desde el sureste de Colombia (al sur desde el sur de Meta, Vichada y Guainía) y sur de Venezuela (oeste y sur de Amazonas) al sur por el este de Ecuador, este de Perú y norte y oeste de Brasil (al este hasta el río Negro y río Madeira, al sur hasta el noroeste de Mato Grosso).
  - Sittasomus griseicapillus axillaris J.T. Zimmer, 1934 – noreste de la  Amazonia al norte del Amazonas, en el sureste de Venezuela (centro y norte de Amazonas, Bolívar), Guyana, Guayana francesa y  norte de Brasil (bajo río Negro al este hasta Amapá); probablemente en Surinam.
  - Sittasomus griseicapillus transitivus Pinto & Camargo, 1948 – sureste de la Amazonia brasileña al sur del Amazonas, al este desde el río Tapajós, al sur hasta el noreste de Mato Grosso.
  - Sittasomus griseicapillus viridis Carriker, 1935 – Amazonia boliviana (Beni, La Paz, Cochabamba, norte y este de Santa Cruz).
  - Sittasomus griseicapillus griseicapillus (Vieillot, 1818) – sureste de Bolivia (sur de Santa Cruz al suroeste hasta Tarija), centro sur de Brasil (suroeste de Mato Grosso, Mato Grosso do Sul) y norte y oeste de Paraguay al sur hasta el centro norte de Argentina (al sur hasta Catamarca, Santiago del Estero y norte de Santa Fe).

- Grupo monotípico reiseri:
  - Sittasomus griseicapillus reiseri Hellmayr, 1917 – noreste de Brasil (sur de Maranhão, Ceará y Pernambuco hacia el sur hasta Tocantins y norte y oeste de Bahia).

- Grupo politípico sylviellus:
  - Sittasomus griseicapillus olivaceus Wied-Neuwied, 1831 – litoral oriental de Brasil (sureste de Bahia).
  - Sittasomus griseicapillus sylviellus (Temminck, 1821) – sureste  y sur de Brasil (hacia el sur desde el sureste de Goiás, Minas Gerais y Espírito Santo), sureste de Paraguay, noreste de Argentina (Misiones, noreste de Corrientes) y noreste de Uruguay.